# Relacions exteriors d'Angola
Les relacions exteriors d'Angola es basen en un fort suport a la política exterior dels Estats Units perquè l'economia d'Angola depèn de l'ajuda exterior dels Estats Units.
De 1975 a 1989 Angola es va alinear amb el bloc de l'Est, particularment amb la Unió Soviètica, Líbia i Cuba. Des de llavors, s'ha centrat en millorar les relacions amb els països occidentals cultivant els lligams amb altres països de parla portuguesa, i afirmant els propis els interessos nacionals a Àfrica central a través de la resposta militar i diplomàtica. El 1993 es va establir relacions diplomàtiques formals amb els Estats Units. ha entrat en el Comunitat de Desenvolupament l'Àfrica Meridional com a vehicle per a millorar les relacions amb els veïns anglòfons del sud. Zimbabwe i Namíbia es va unir a Angola en l'acció militar a la República Democràtica del Congo, on les tropes d'Angola van romandre en suport del Govern de Joseph Kabila. També va intervenir en el República del Congo (Brazzaville) per donar suport al govern del país.
Angola des de 1998 ha treballat amb èxit amb el Consell de Seguretat de les Nacions Unides per imposar sancions a UNITA. Més recentment, s'ha estès aquests esforços a controlar els diamants de sang, la principal font d'ingressos per UNITA durant la guerra civil que va acabar el 2002. Al mateix temps, Angola ha promogut la reactivació de la Comunitat de Països de Llengua Portuguesa (CPLP) com a fòrum per a l'intercanvi cultural i estretant els llaços en expansió amb Portugal (la seva antiga metròpoli) i Brasil (qui comparteix moltes afinitats culturals amb Angola), en particular. Angola és membre de l'Associació d'Administració Portuària d'Àfrica Oriental i Meridional (PMAESA).

## Àfrica Subsahariana

### República Democràtica del Congo
Molts milers d'angolesos fugiren del país després de la guerra civil. Més de 20.000 persones es van veure obligades a abandonar la República Democràtica del Congo el 2009, una acció van dir les autoritats congoleses en represàlia per l'expulsió periòdica dels miners de diamants congolesos a Angola que vivien il·legalment. Angola va enviar una delegació a Kinshasa i va tenir èxit en aturar els desallotjaments forçats pel govern qui s'havia convertit en una disputa d'immigració "ull per ull". "Congo i Angola han acordat susprendre les expulsions d'ambdues bandes de la frontera," va dir l'octubre de 2009 Lambert Mende, ministre d'informació de la RD del Congo. "Mai hem desafiat les pròpies expulsions; desafiem la forma en que s'estaven fent, colpejant les persones i saquejant els seus béns, fins i tot, de vegades la seva roba" va dir Mende.

### Guinea Bissau
Arran d'una sol·licitud per part del govern de Guinea Bissau, Angola hi va enviar un contingent d'uns 300 soldats destinats a ajudar a posar fi a l'agitació política-militar al país, i reorganitzar les forces militars locals. De fet, aquestes tropes van ser percebudes com una mena de guàrdia pretoriana del partit en el poder, PAIGC. Al començament del mes d'abril de 2012, quan s'estava gestant un nou cop d'estat militar, el règim d'Angola va decidir retirar la seva missió militar de Guinea Bissau.

### Namíbia
Namíbia limita amb Angola al sud. En 1999 Namíbia va signar un pacte de defensa mútua amb la veïna Angola.
Això va afectar la Guerra Civil angolesa que s'havia iniciat quan Angola es va proclamar independent l'any 1975. El partit governant de Namíbia, SWAPO, va buscar el suport del partit governant a Angola, MPLA, contra el moviment rebel UNITA, el bastió del qual es trobava al sud d'Angola, a la frontera amb Namíbia. El pacte de defensa va permetre a les tropes d'Angola utilitzar el territori de Namíbia per atacar les forces de Jonas Savimbi.

### Nigèria
Les relacions entre Angola i Nigèria es basen principalment en els papers tenen els països exportadors de petroli. Tots dos són membres de l'Organització de Països Exportadors de Petroli, ls Unió Africana i altres organismes multilaterals.

### Sud-àfrica
Les relacions entre Angola i Sud-àfrica són bastant fortes, ja que els partits governants en els dos països, el Congrés Nacional Africà de Sud-àfrica i el MPLA d'Angola, lluitaren junts durant la Guerra Civil angolesa i la Guerra de la frontera sud d'Àfrica. Van lluitar contra els rebels d'UNITA, amb base a Angola, i el govern de l'era de l'apartheid a Sud-àfrica que li donava suport. Nelson Mandela actuà de mitjancer entre el MPLA i UNITA durant els últims anys de la guerra civil d'Angola.

### Zimbabwe
Les relacions entre Angola i Zimbabwe s'han mantingut cordials des del naixement d'ambdós estats, Angola en 1975 i Zimbabwe en 1979, durant la Guerra Freda. Mentre que la política exterior d'Angola s'ha tornat favorable als Estats Units degut als lligams econòmics substancials, sota el govern del President Robert Mugabe els lligams de Zimbabwe amb Occident es van deteriorar a la fi de la dècada del 1990.

## Europa

### Armènia
Ambdós estats establiren relacions diplomàtiques el 3 d'octubre de 1994.

### Bulgària
Des de 1976, Bulgària té una ambaixada a Luanda. Angola és representada a Bulgària a través de la seva ambaixada a Atenes (Grècia).

### Dinamarca
Dinamarca és representada a Angola a través de la seva ambaixada a Lusaka (Zàmbia). Angola és representada a Dinamarca a través de la seva ambaixada a Estocolm, (Suècia).

### França
Les relacions del entre els dos països no sempre han estat cordials a causa l'antiga política del govern de França de suport als separatistes de la província de Cabinda i a l'escàndol internacional Angolagate que va posar en evidència ambdós governs amb l'exposició de la corrupció i el tràfic il·lícit d'armes. Després de la visita el president francès Nicolas Sarkozy en 2008 les relacions van millorar.

### Portugal
Les relacions entre Angola i Portugal han millorat significativament des que el govern d'Angola va abandonar el comunisme, i abraçà nominalment la democràcia el 1991, adoptant una política exterior favorable als Estats Units i en menor grau a Europa. Portugal va governar Angola durant 400 anys, colonitzant el territori de 1483 fins a la seva independència en 1975. La guerra de la Independència d'Angola no va acabar en una victòria militar de cap les parts, sinó que va ser suspesa com a resultat de la revolució dels clavells que va enderrocar Marcelo Caetano.

### Rússia
Rússia té una ambaixada a Luanda. Angola té sanyuna ambaixada a Moscou i un consolat honorari a Sant Petersburg. Angola i el precursor de Rússia, la Unió Soviètica, van establir relacions després de la independència d'Angola.

### Sèrbia
Sèrbia és representada a Angola a través de la seva ambaixada a Luanda (Angola), mentre que Angola és representa a Sèrbia a través de la seva ambaixada a Belgrad, (Sèrbia). El Ministre de Defensa Serbi, Dragan Šutanovac, va declarar en una reunió de 2011 a Luanda que Sèrbia negociaria amb les autoritats militars angoleses la construcció d'un nou hospital militar a Angola.

### Vaticà
Des de 1975 la Santa Seu de l'Església Catòlica Romana té un Nunci Apostòlic a Angola.

## Amèrica

### Argentina
Argentina té ambaixada a Luanda i Angola té ambaixada a Buenos Aires.

### Brasil
Els llaços comercials i econòmics dominen la relació de cada país. Ambdós països foren part de l'Imperi Portuguès des de principis del segle xvi fins a la independència del Brasil el 1822. A partir de novembre de 2007, "el comerç entre els dos països està en auge com mai abans".

### Canadà
Canadà i Angola establiren relacions en 1978 i Canadà és acreditada a Angola des d'una missió a Harare, Zimbabwe. El comerç es desenvolupa a través de la Canada Trade Office de Johannesburg, Sud-àfrica, i els lligams han crescut des de la fi de la guerra civil en 2002. Com a President del Comitè de Sancions d'Angola del Consell de Seguretat de les Nacions Unides, Canadà va limitar la capacitat d'UNITA en continuar la seva campanya militar, i les sancions van contribuir a un acord d'alto el foc per posar fi al conflicte d'Angola.

### Cuba
Durant la Guerra Civil angolesa les forces cubanes lluitaren per consolidar el govern marxista-leninista del MPLA contra les guerrilles pro-occidentals d'UNITA i FLNA i l'Exèrcit Sud-africà.

### Mèxic
Angola té una ambaixada a Ciutat de Mèxic i Mèxic és acreditat a Angola des de la seva ambaixada a Abuja, Nigèria i té un consolat honorari a Luanda.

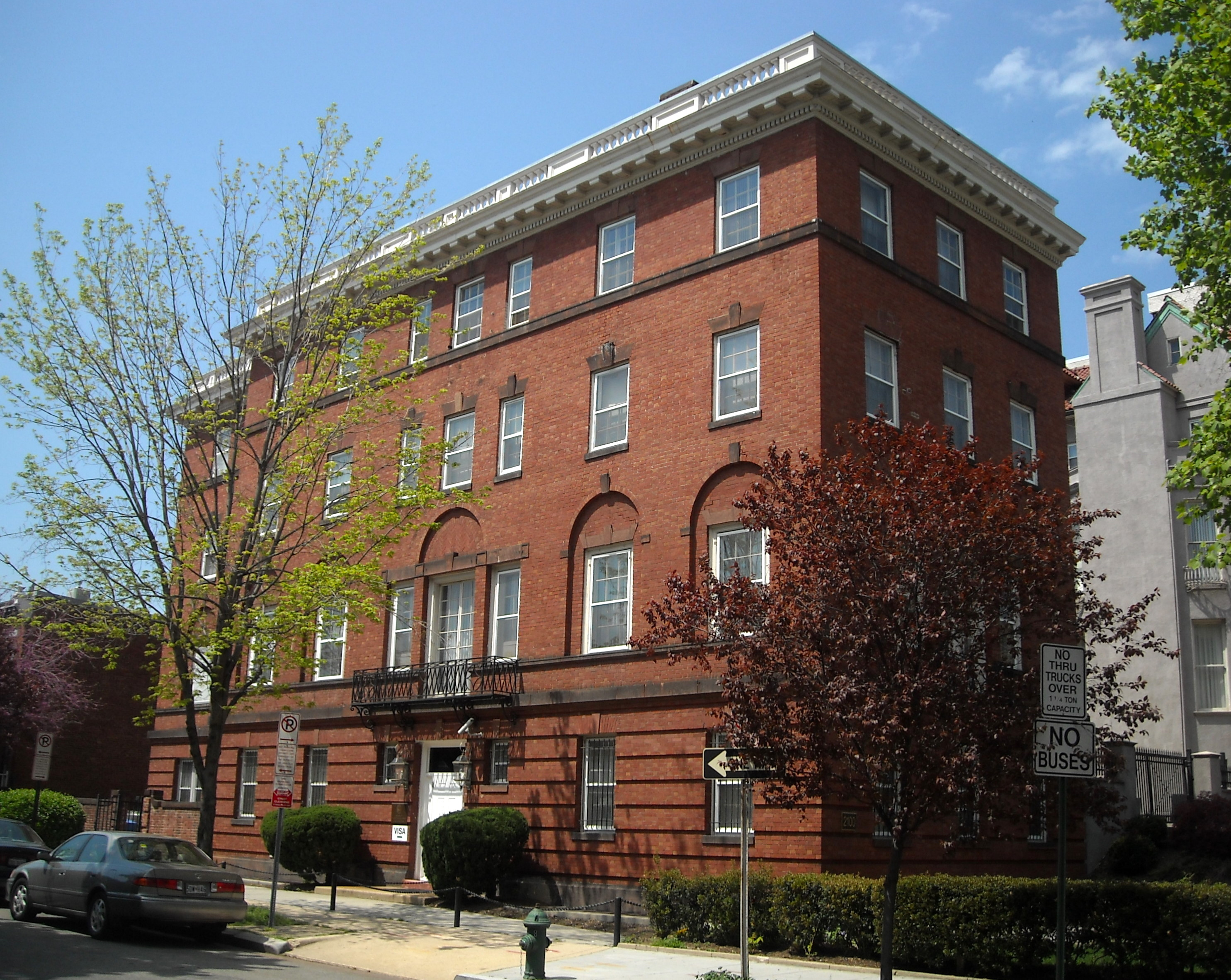
Ambaixada d'Angola a Washington, D.C.

### Estats Units
Des de mitjans de 1980 fins a almenys 1992 els Estats Units era la principal font de suport militar i d'altres mitjans per al moviment rebel UNITA, liderat des de la seva creació fins al 2002 per Jonas Savimbi. Els EUA es va negar a reconèixer diplomàticament Angola durant aquest període.
Les relacions entre Estats Units i la República d'Angola (anteriorment la República Popular d'Angola) s'han engegat des de la renúncia ideològica d'Angola del marxisme abans de les eleccions de 1992. Angola té ambaixada a Washington, DC i els Estats Units tenen ambaixada a Luanda.

## Àsia

### Xina
El primer ministre xinès Wen Jiabao va visitar Angola en juny de 2006, oferint un préstec de 9.000 milions US$ per a millores en infraestructures a canvi de petroli. La República Popular de la Xina ha invertit molt a Angola des del final de la guerra civil en 2002. João Manuel Bernardo, aleshores ambaixador d'Angola a la Xina, va visitar el país en novembre de 2007.
En febrer de 2006 Angola va superar Aràbia Saudita com a principal proveïdor de petroli a la Xina. Arxivat 2009-02-02 a Wayback Machine. 

### Israel
Les relacions entre Angola i Israel, basades principalment en el comerç i la política exterior pro-estatunidenca, són excel·lents. En març de 2006 el volum de comerç entre ambdós països sumava els 400 milions $. En 2005 el President José Eduardo dos Santos va visitar Israel.

### Japó
Les relacions diplomàtiques entre el Japó i Angola es van establir en setembre de 1976. Japó manté una ambaixada a Luanda i Angola té ambaixada a Tòkio. Des de 2007 les relacions econòmiques tenen «un paper fonamental en les relacions bilaterals entre els dos governs». Japó ha fet donacions per activar el desminatge després de la guerra civil.

### Pakistan
El Govern d'Angola va demanar el suport de Pakistan per la candidatura d'Angola al seient de membre no-permanent del Consell de Seguretat de l'ONU, durant la 69a sessió de l'Assemblea General de les Nacions Unides. Al marge de la cerimònia, el diplomàtic angolès es va reunir amb funcionaris en suport de la política econòmica i comercial del Pakistan, de les oportunitats de negoci per a l'avaluació entre els dos estats. Se'ls va preguntar als aspectes relacionats amb la cooperació en diverses àrees d'interès comú.

### Corea del Sud
Ambdós països van establir relacions diplomàtiques el 6 de gener de 1992. En 2011 hi havia 279 sud-coreans que vivien a Angola.

### Vietnam
Les relacions entre ambdós països es van establir l'agost de 1971, quatre anys abans de la independència d'Angola, quan el futur President d'Angola Agostinho Neto va visitar Vietnam. Angola i Vietnam han estat socis ferms i ambdós han fet la transició després de la Guerra Freda de les polítiques exteriors d'Internacionalisme proletari al pragmatisme pro-occidental després de la caiguda de la Unió Soviètica.